# Gerrhopilus ater
Espèce
Synonymes
- Typhlops ater Schlegel, 1839
- Typhlops ater suturalis Brongersma, 1934

Gerrhopilus ater est une espèce de serpents de la famille des Gerrhopilidae.

## Répartition
Cette espèce est endémique d'Indonésie. Elle se rencontre à Java, à Bali, à Sulawesi, aux Moluques et en Nouvelle-Guinée occidentale.

## Étymologie
Son nom d'espèce, du latin ater, « sombre, noir », lui a été donné en référence à sa couleur.

## Publication originale
- Schlegel, 1839 : Abbildungen neuer oder unvollständig bekannter Amphibien, nach der Natur oder dem Leben entworfen und mit einem erläuternden Texte begleitet. Arne and Co., Düsseldorf, p. 1-141 (texte intégral).